# Lubok Antu (district)
Lubok Antu is een district in de Maleisische deelstaat Sarawak.
Het district telt 28.000 inwoners op een oppervlakte van 350 km².